# G. Nagy Róbert

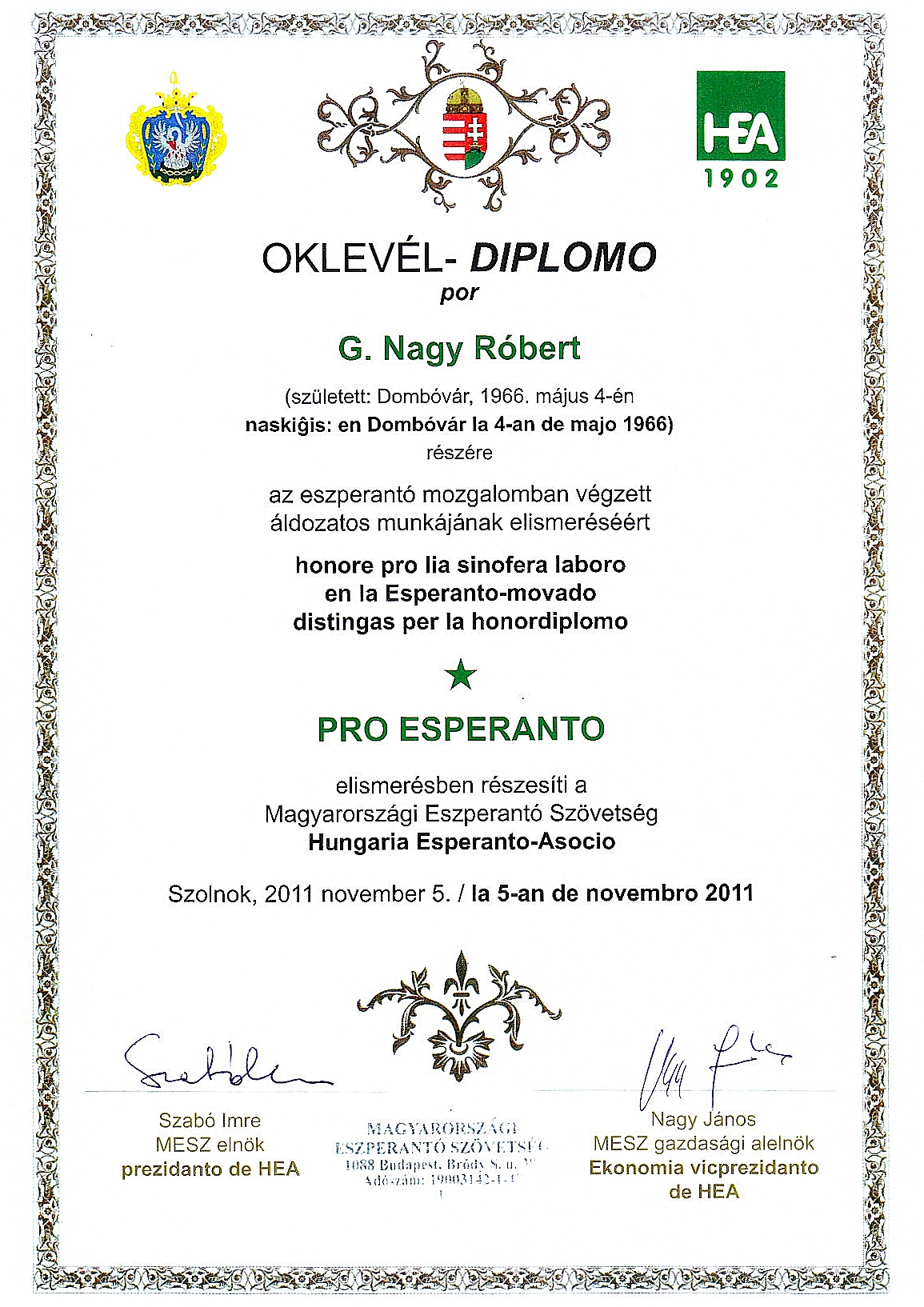
Kitüntetése (2011)

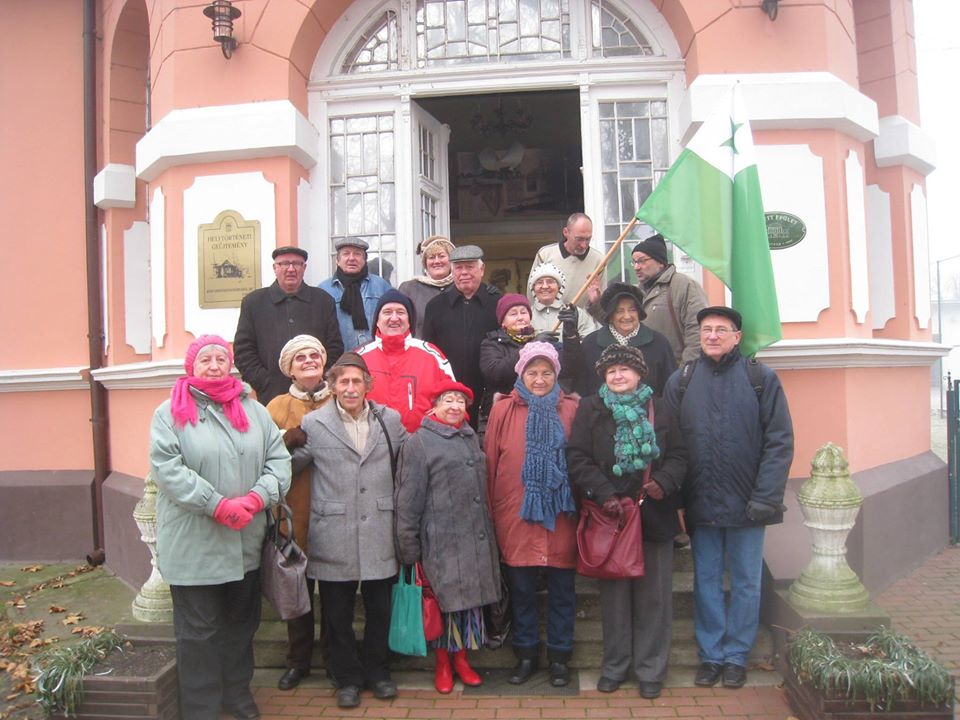
Eszperantisták látogatása Dombóváron - 2016. december 6.

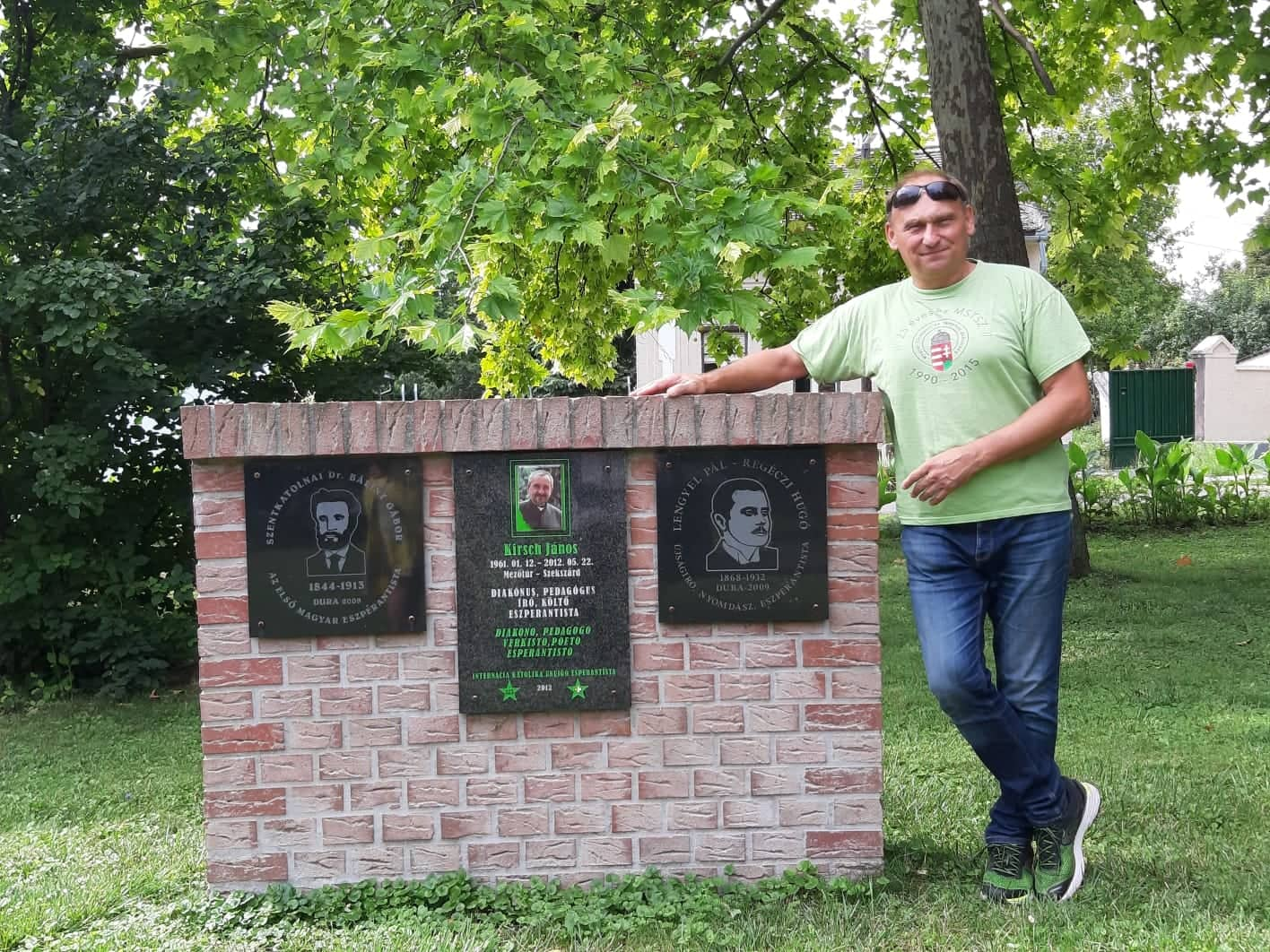
Kirsch János szekszárdi emléktáblájánál Nagy János MESZ gazdasági alelnök - 2020

G. Nagy Róbert – születési neve Nagy Róbert – (Dombóvár, 1966. május 4. –) informatikus mérnök, eszperantista, wikipédista. A DURA Dombóvári Eszperantó Barátok (röv.: DURA) vezetője.

## Életútja
Középiskolai tanulmányait a Pollack Mihály Építőipari Szakközépiskolában végezte, képesített magasépítő. Érettségi után a Gábor Dénes Egyetem-en folytatta tanulmányait, ahol informatikus mérnöki szakképesítést nyert.
1985 óta intenzíven foglalkozik az eszperantó nyelvvel. Tagja a Magyarországi Eszperantó Szövetségnek (MESZ), 2002 óta oktatja az eszperantó nyelvet. Tagja az Eszperantó Pedagógusok Magyarországi Egyesületének (EPME). Már 1987 óta látogatja az Eszperantó Világkongresszusokat, 1987 Lengyelország – Varsó; 1988 Hollandia – Rotterdam; 1995 Finnország – Tampere; 1997 Ausztrália – Adelaide. Külföldi tapasztalatait, s az itthoni idősebb eszperantistáktól tanultakat hasznosítja a Dél-Dunántúl régióiban.
Eszperantó mozgalmi tevékenysége igazából 1987-ben kezdődött el, amikor belépett a szekszárdi Lengyel Pál Eszperantó Klubba. Megindította a régió eszperantista hagyományainak felkutatását.
2005-ben megalapította a Dél-dunántúli Regionális Alapítványt, melynek a mai napig is vezetője. 2006-ban elindította a „kőbefújt plakátok” elnevezésű projektet, melynek keretében több mint 30 eszperantó plakát készült el. 2010-ben a pécsi Eszperantó Park felújításában nagy szerepe volt neki és eszperantista alapítványának. 2011-ben Reménykedő Fát (Esperanto-arbo) ültettek az Erdők Nemzetközi Évében, Dombóváron a Szigeterdőben.
Mind a magyarországi, mind a Kárpát-medence területén élő eszperantistákkal szoros kapcsolatokat ápolnak. Szép példája ennek, hogy az első jeles magyar eszperantista Bálint Gábor szülőhelyére, Szentkatolnára együtt érkeztek 2009 augusztusában zalaegerszegi, dombóvári, szegedi és brassói eszperantisták, a dombóváriak kezdeményezésére román-magyar-eszperantó nyelvű emléktáblát helyeztek el Bálint Gábor emlékműve mellett. Nemzetközi kapcsolataik főleg a rendszeresen megtartott eszperantó kongresszusok révén bővülnek, amelyeken valamennyien őrzik az eszperantó nyelv és eszme lángját.

### Egyéb civil tevékenységei
- PC 424 Dombóvár - pipaklub[3]alapító tagja[4]-1995.

A szervezet legnagyobb sikere az 1999. október 22-én Brnoban (Csehország) megrendezett Pipaszívó Világbajnokságon elért csapat VI. helyezés.
- Dombóvári Helytörténeti Múzeum alapító tagja - 2001.
- Dél-dunántúli Regionális Alapítvány kuratóriumi elnöke - 2005-2011.
- DURA Dombóvári Eszperantó Barátok, nem regisztrált civil szervezet vezetője.[5] - 2011 --.

## Tagsága
- Wikipédia - 2010
- Eszperantó Pedagógusok Magyarországi Egyesülete (EPME) - 2000
- Magyarországi Eszperantó Szövetség - 1988

## Galéria
Kőbe fújt plakátok - 2007 emléktábla projekt:

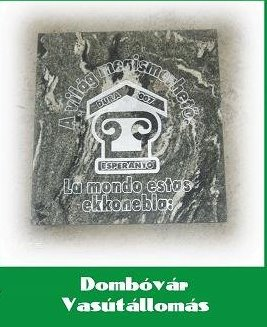
A világ megismerhető emléktábla
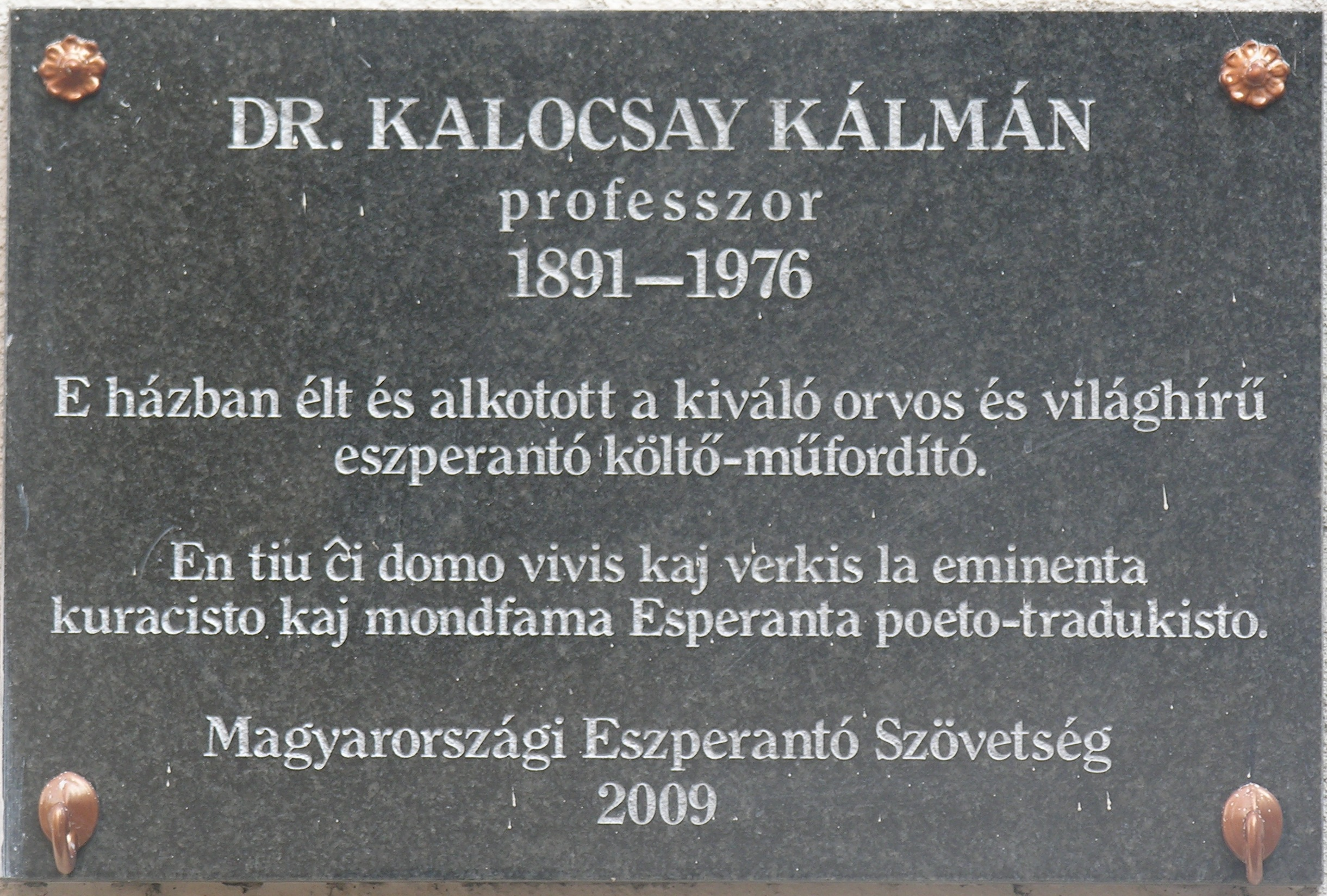
Kalocsay Kálmán emléktáblája Budapesten a Nyúl u. 4-ben
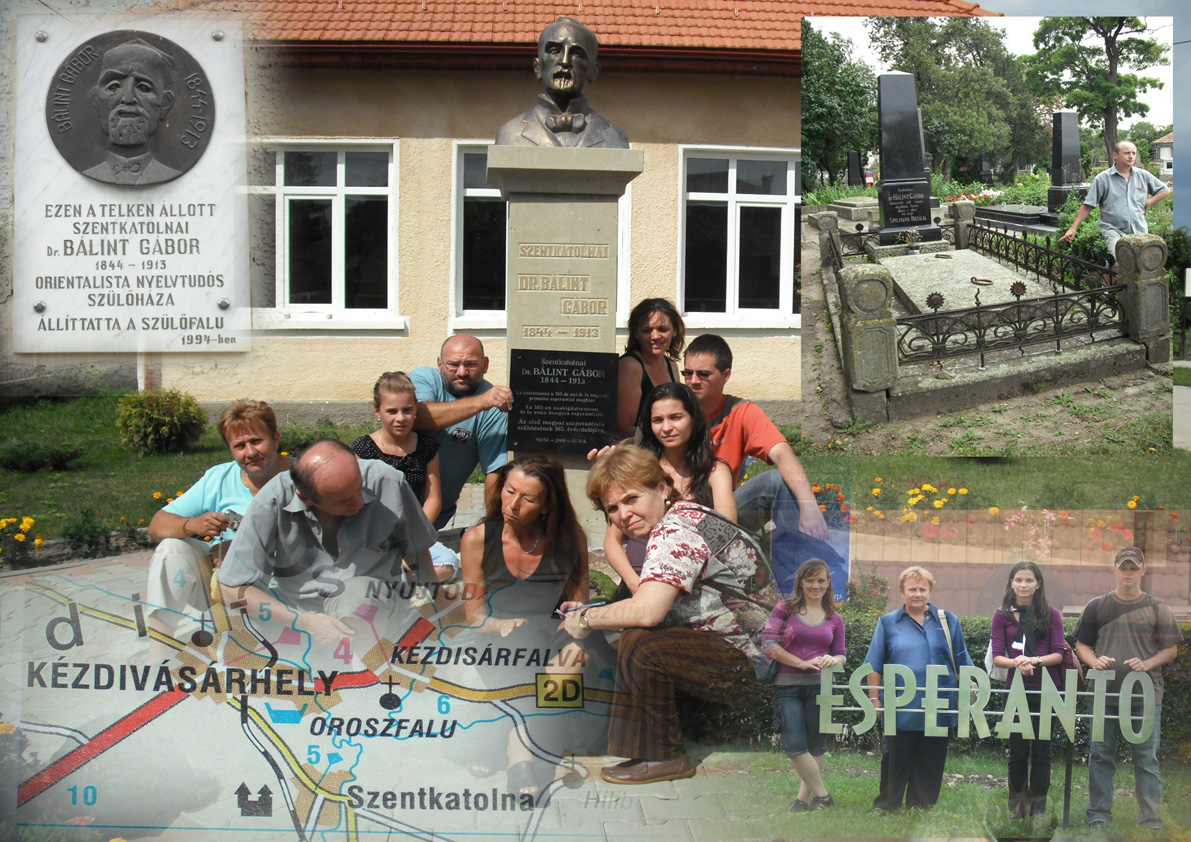
Szentkatolnai Bálint Gábor emlékére, Szentkatolna - 2009
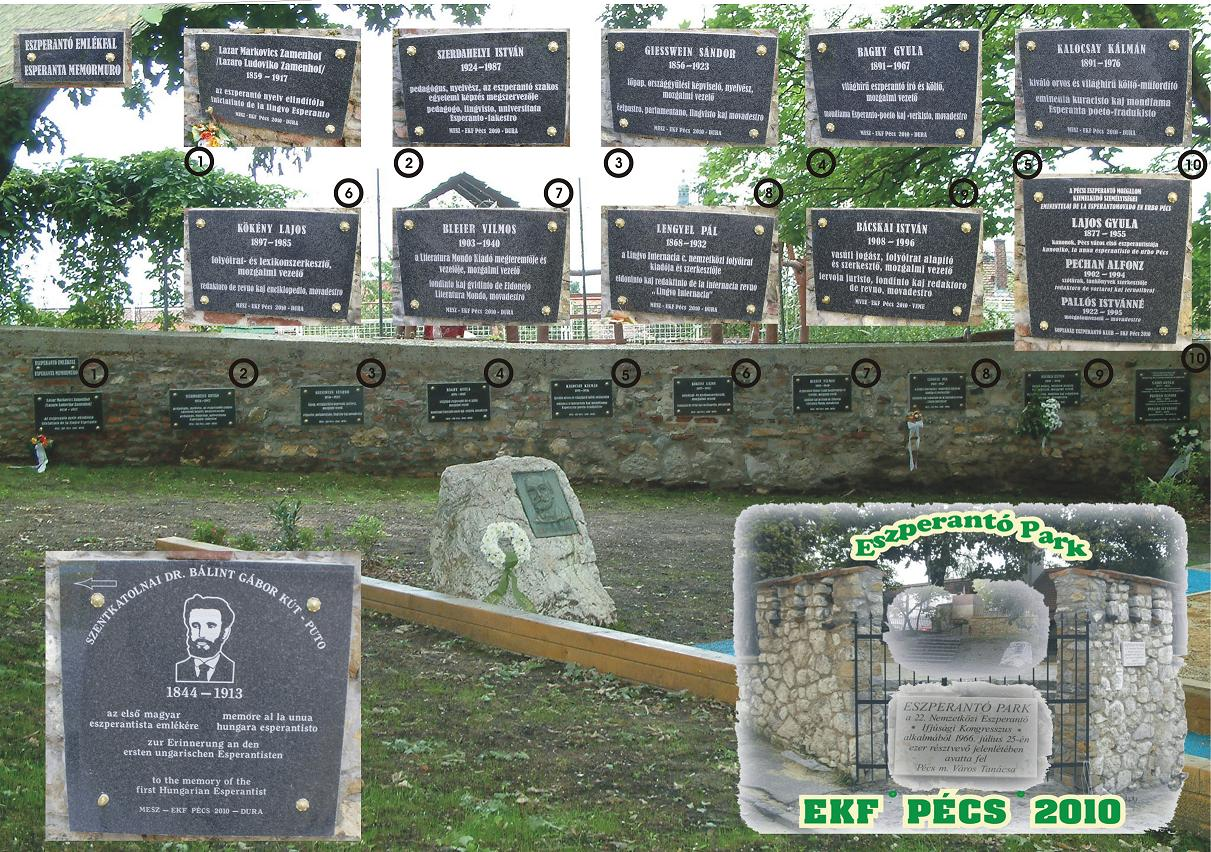
Eszperantó Park: Eszperantó emlékfal - Pécs, 2010
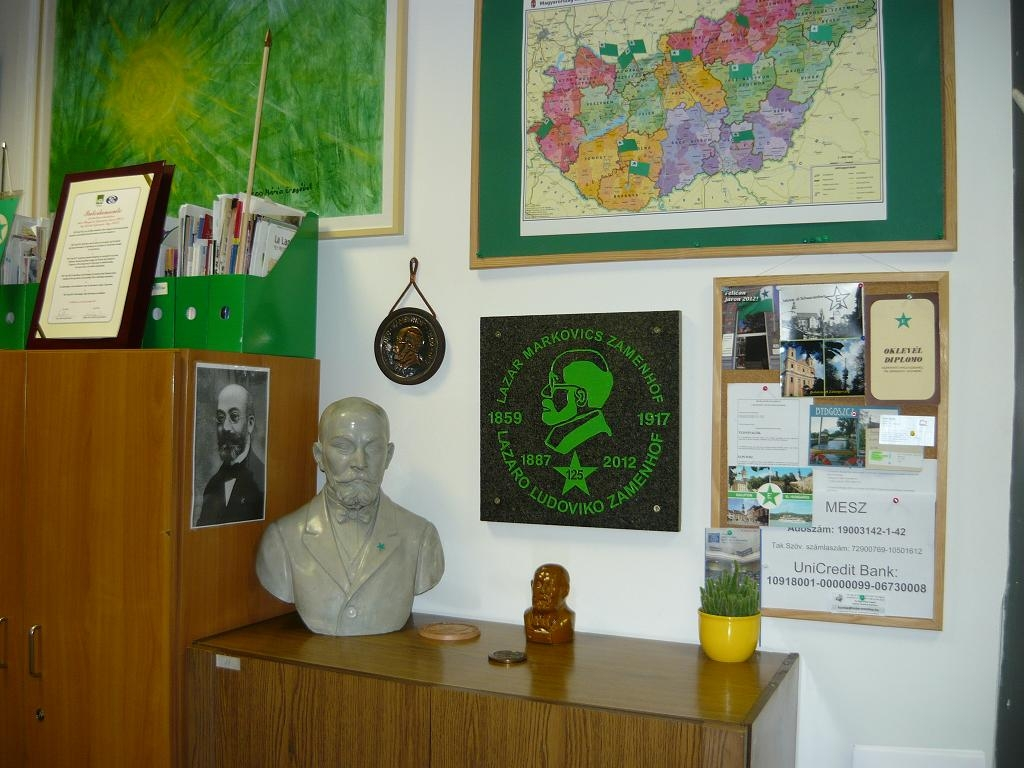
Zamenhof sarok a MESZ irodában - 2012
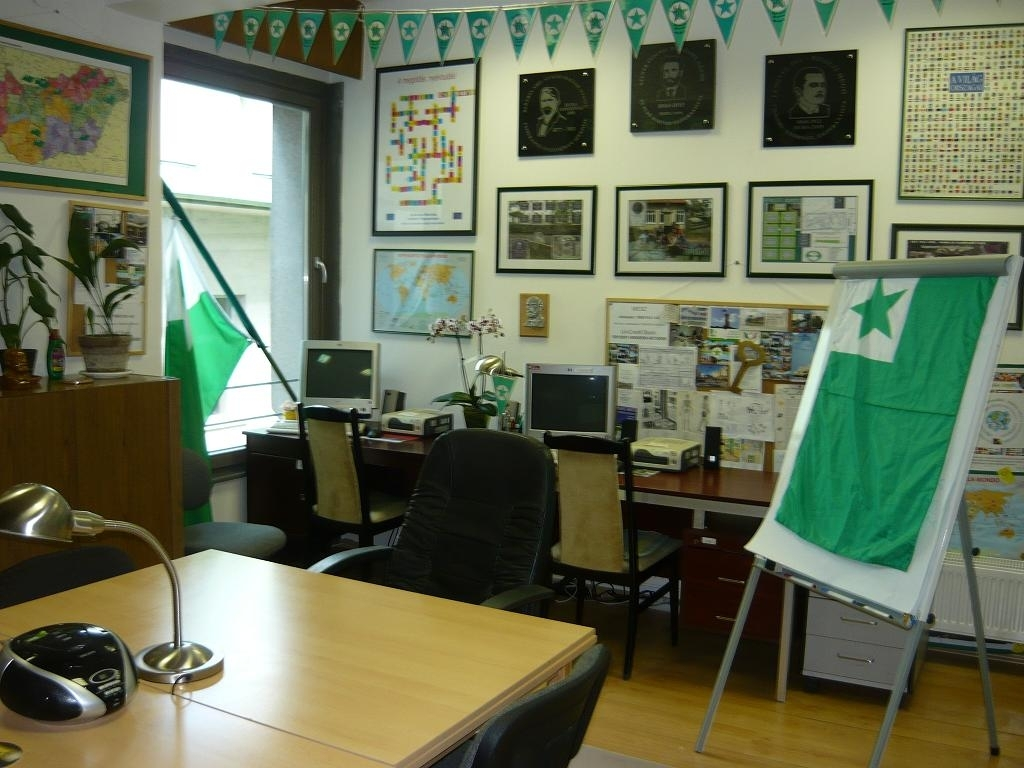
A MESZ iroda 2013-ban Budapesten
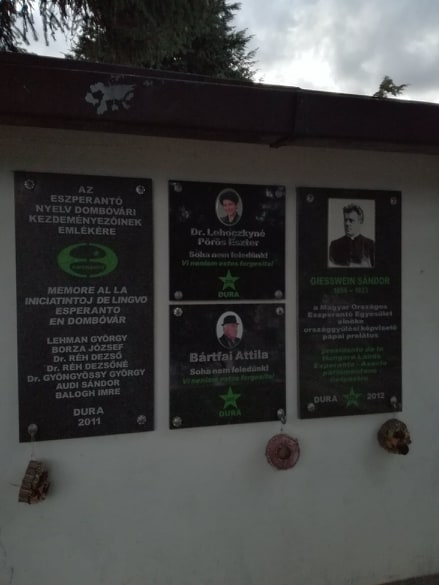
Emléktáblák Dombóváron
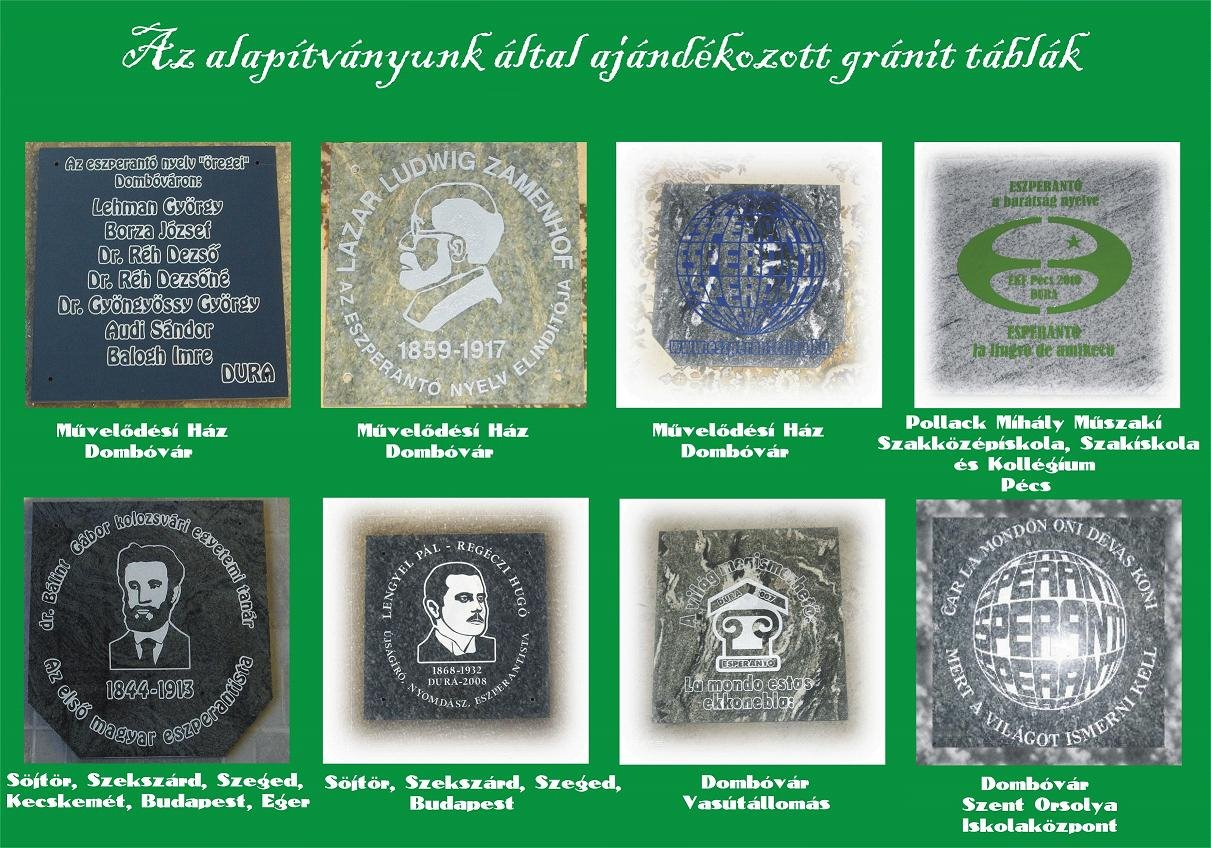
Emléktáblák az eszperantó nyelv népszerűsítésére

Eszperantó Világkongresszusok helyszínei:

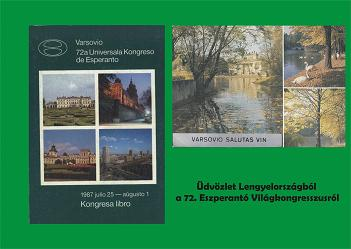
1987 Lengyelország – Varsó -- további képek
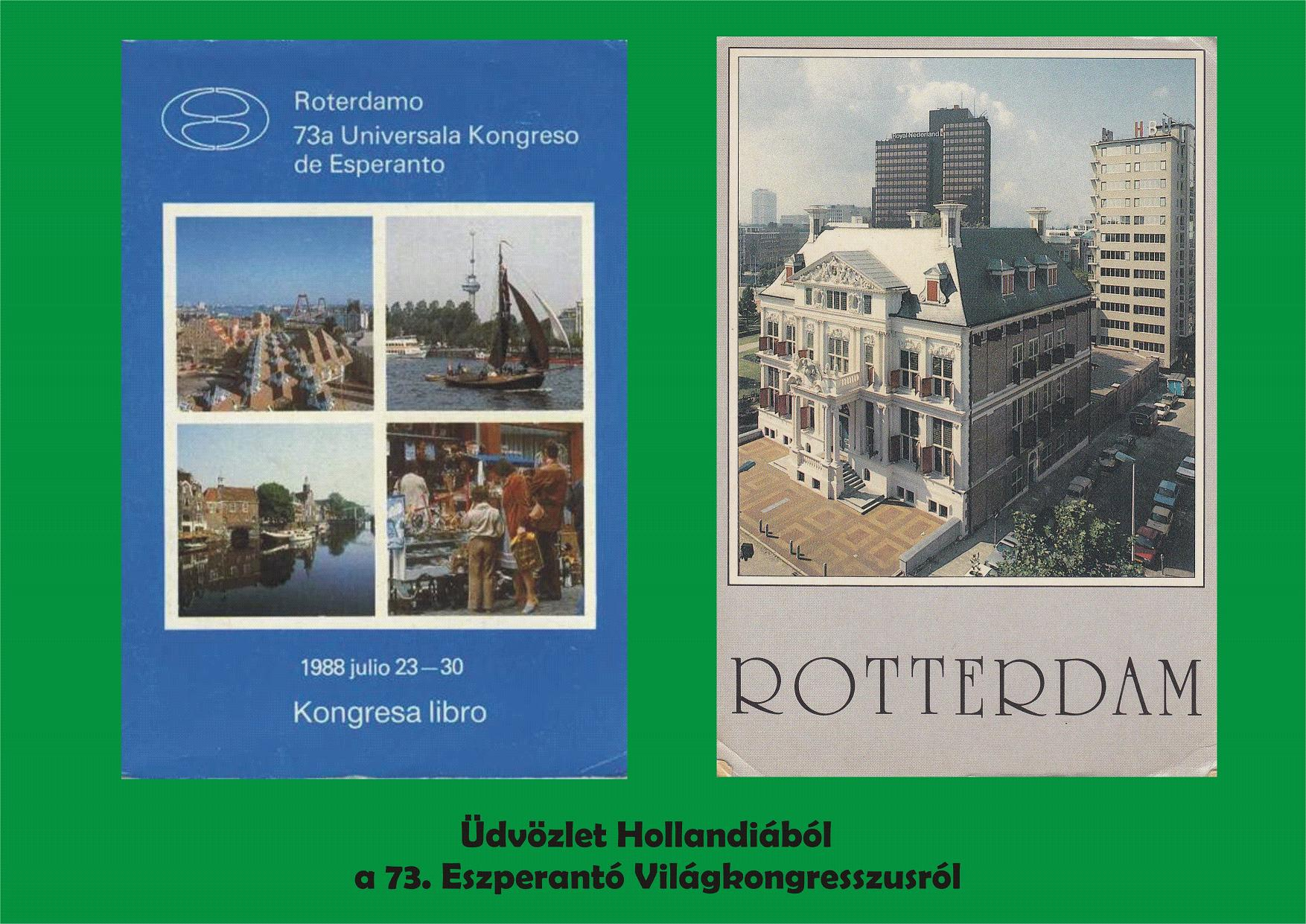
1988 Hollandia – Rotterdam -- további képek
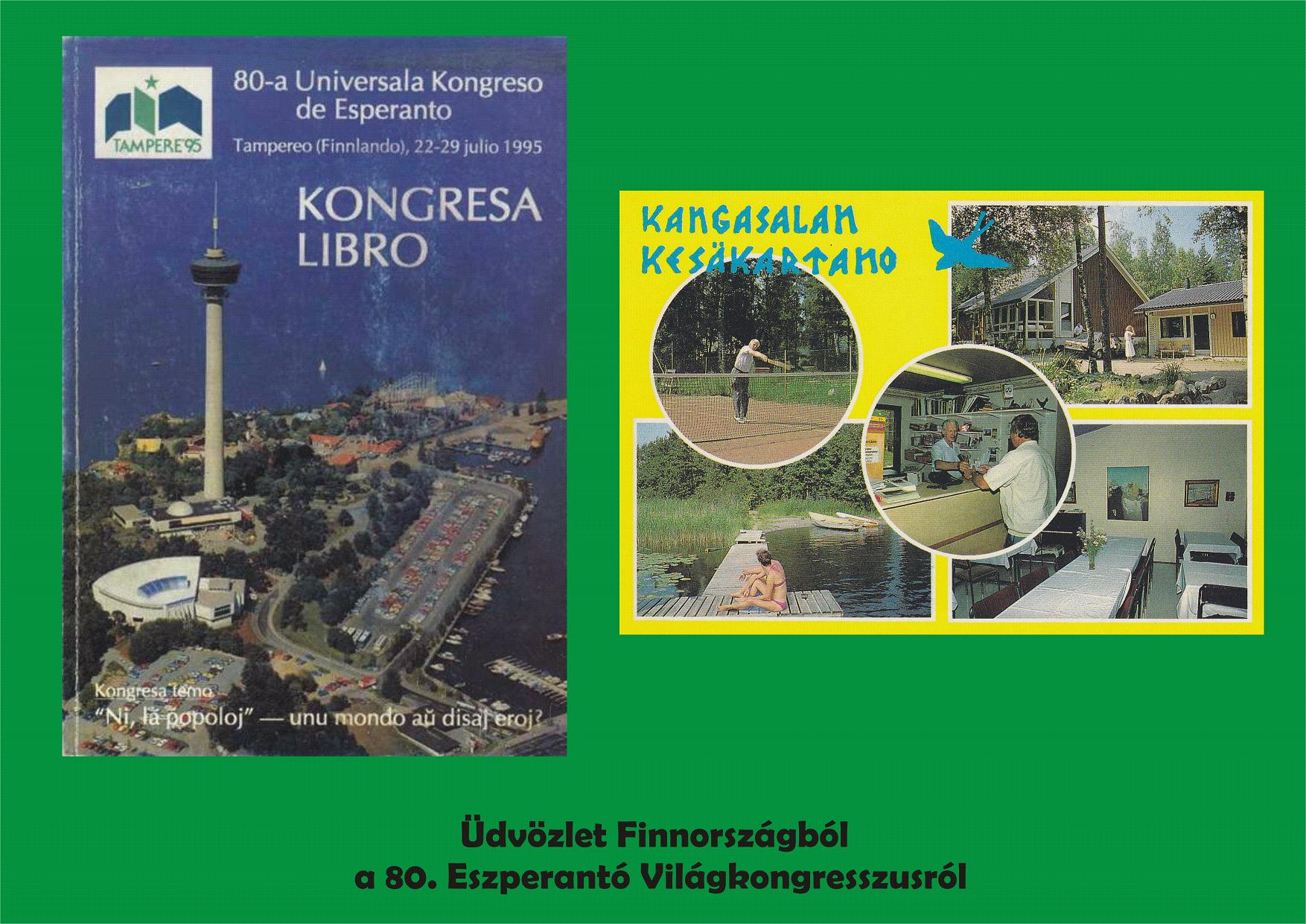
1995 Finnország – Tampere -- további képek
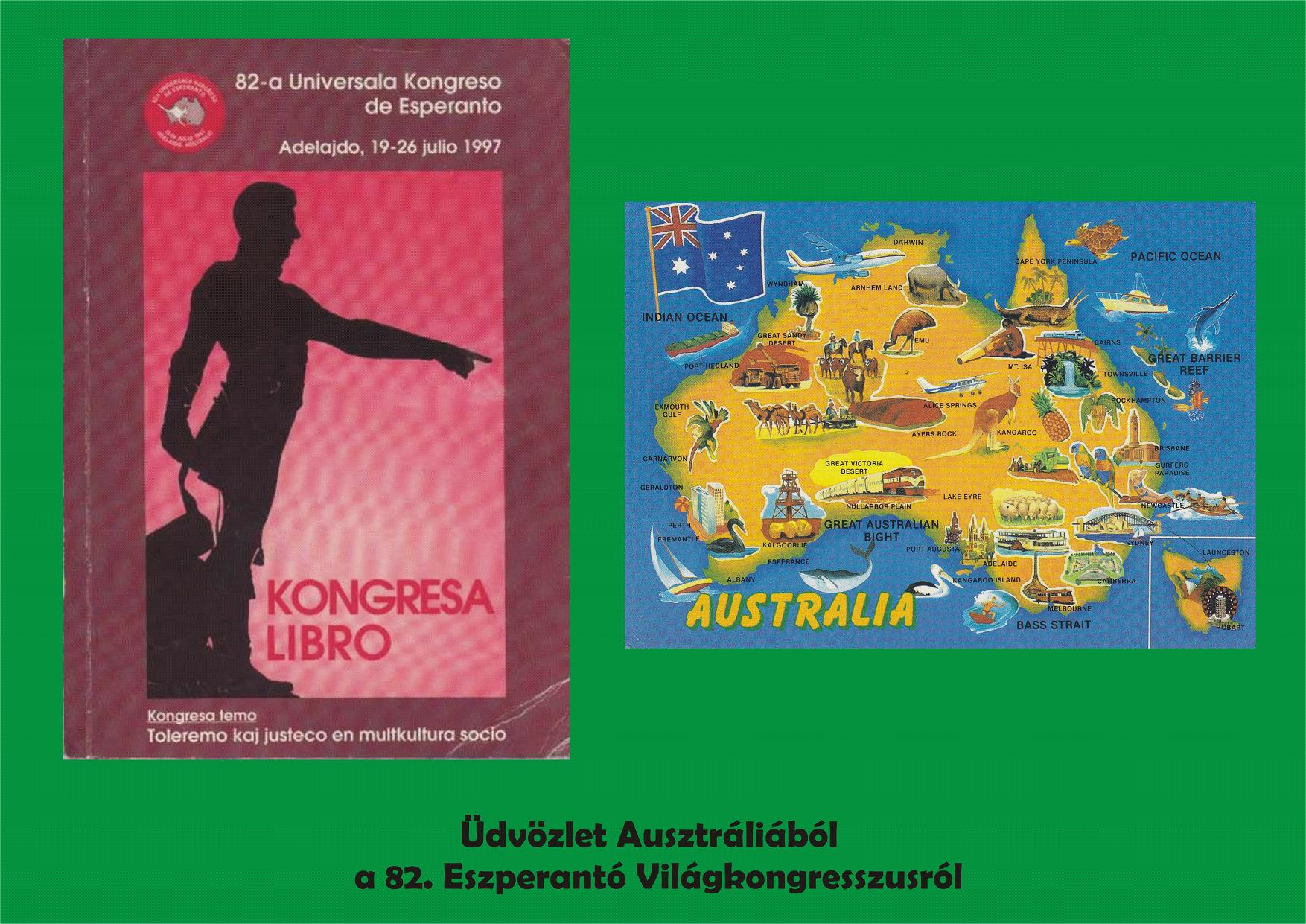
1997 Ausztrália – Adelaide -- további képek

Wikipédia szócikkek szerkesztése:
Szócikkekek az eszperantóról és eszperantistákról a magyar Wikipédián: a szócikkek listázva 
(2023-ra az elkészült szócikkek száma meghaladta a 300-at)

## Kézirata
- G. Nagy Róbert: Az eszperantó nyelv Dombóváron - dokumentumok tükrében. Kézirat, Tolna Megyei Önkormányzat Levéltára.

## Díjak, elismerések
- Diploma - Diplomo por G. Nagy Róbert PRO ESPERANTO (MESZ, 2011)